# Miru
Miru (jap. みる miru; ur. 29 listopada 1999 w prefekturze Gifu) – japońska aktorka AV grająca w filmach dla dorosłych, należy do C-more Entertainment, jest także ekskluzywną aktorką studia S1, wcześniej znana jako Miru Sakamichi (坂道みる). Jest również influencerką z ponad milionem obserwujących na platformie X. Jej obecny pseudonim miru zapisuje się w całości małą literą.

## Życiorys
Zadebiutowała w sierpniu 2018 roku jako ekskluzywna aktorka dla S1 pod pseudonimem Miru Sakamichi. W 2019 roku zdobyła nagrodę FANZA Adult Award dla najlepszej nowej aktorki.
7 maja 2021 roku poinformowała o przeniesieniu z T-Powers do C-more Entertainment i zmianie pseudonimu na „miru”. W marcu 2022 roku została wybrana na dziewczynę kampanii „Haru no pantsu matsuri 2022” (春のパンツまつり2022).
Na początku maja 2023 roku zawiesiła działalność w sieciach społecznościowych z powodu złego stanu zdrowia i problemów rodzinnych. 20 czerwca, kiedy wyzdrowiała zarówno psychicznie, jak i fizycznie, oświadczyła, że: 

„Będę numerem jeden w branży AV”.

Film „エスワンファン感謝祭” (wersja Blu-ray), z udziałem miru i siedmiu innych aktorek studia S1, który pojawił się w rankingu sprzedaży wysyłkowej FANZA w tygodniu rozpoczynającym się 19 czerwca 2023, zadebiutował na 1. miejscu. Ten sam tytuł zajął również 1. miejsce w cotygodniowym rankingu wideo FANZA w tygodniu rozpoczynającym się 17 lipca.
Miru została mianowana jako dziewczyna (jedna z siedmiu) kampanii projektu FANZA „【AV大好きキャンペーン】 I LOVE AV♡”, która odbyła się w dniach 19 stycznia – 16 lutego 2024 roku. Została mianowana także dziewczyną (jedną z sześciu) kampanii w ramach 5. rocznicy FANZA „FANZA 5周年キャンペーン”, która odbyła się w dniach 16 lutego – 15 marca.
Film „S1 PRECIOUS GIRLS 2024 オールスター24名大集合ハーレムアイランドSpecial” z jej udziałem uplasował się na 1. miejscu w rankingu sprzedaży wysyłkowej FANZA za tydzień 4 i 11 listopada.

## Informacje
- Jej pierwsze doświadczenie seksualne miało miejsce zimą w drugiej klasie gimnazjum[14].
- Oznajmiła, że jest osobą wysoce wrażliwą (HSP)[15].

## Filmografia

### Filmy dla dorosłych
| #                   | Data            | Tytuł | Kod wideo                              | Producent   | Uwagi | Przy.                |
| Jako Miru Sakamichi |                 | |                                        |             | |                      |
| 2018                |                 | |                                        |             | |                      |
| 1                   | 19 sierpnia     | 新人NO.1STYLE 坂道みるAVデビュー | SSNI-289                               | S1          | Debiut AV, dystrybucja rozpoczęła się 16 sierpnia                                                                                           | [ 16 ] [ 17 ]        |
| 2                   | 19 września     | 18才坂道みるめちゃイキ!めちゃ×2潮吹き!初体験3本番スペシャル | SSNI-310                               | S1          | Dystrybucja rozpoczęła się 15 września | [ 18 ] [ 19 ]        |
| 3                   | 19 października | 交わる体液、濃密セックス | SSNI-331                               | S1          | Dystrybucja rozpoczęła się 18 października                                                                                                  | [ 20 ] [ 21 ]        |
| 4                   | 19 listopada    | 激イキ193回!痙攣4700回!イキ潮10000cc!セックスの逸材18才 エロス覚醒 大大大・痙・攣スペシャル                                                                           | SSNI-353                               | S1          | Dystrybucja rozpoczęła się 17 listopada | [ 22 ] [ 23 ]        |
| 5                   | 19 listopada    | エスワン15周年スペシャル大共演 第2弾 集団NTR 3人まとめて輪姦された研修ナース ～懇親BBQ飲み会で変態ドクターに寝取られたわたしたち～                                    | SSNI-355                               | S1          | Specjalna współpraca z okazji 15-lecia S1, dystrybucja rozpoczęła się 17 listopada                                                          | [ 24 ] [ 25 ]        |
| 6                   | 19 grudnia      | 坂道みるの全力イクイク騎乗位 | SSNI-374                               | S1          | Dystrybucja rozpoczęła się 13 grudnia | [ 26 ] [ 27 ]        |
| 2019                |                 | |                                        |             | |                      |
| 7                   | 7 stycznia      | 絶頂ポルチオ開発 巨根×膣中イキオーガズム | SSNI-385                               | S1          | Dystrybucja rozpoczęła się 29 grudnia 2018                                                                                                  | [ 28 ] [ 29 ]        |
| 8                   | 7 lutego        | チ●ポ大好き超即尺おしゃぶりメイド | SSNI-405                               | S1          | Dystrybucja rozpoczęła się 2 lutego | [ 30 ] [ 31 ]        |
| 9                   | 7 marca         | 激イキし過ぎておしっこ解禁 人生初!大痙攣・大絶頂 失禁・超お漏らしオーガズム                                                                                           | SSNI-427                               | S1          | Dystrybucja rozpoczęła się 6 marca | [ 32 ] [ 33 ]        |
| 10                  | 7 marca         | S1 PRECIOUS GIRLS 2019 15th Anniversary DVD6枚組24時間プレミアムBEST                                                                                                  | OFJE-188 (edycja limitowana), OFJE-195 | S1          | Kompilacja producenta z nowo nakręconym materiałem, dystrybucja rozpoczęła się 6 marca                                                      | [ 34 ] [ 35 ] [ 36 ] |
| 11                  | 7 kwietnia      | エッチ大好き坂道みるの性欲ダダ漏れエロ過ぎヌキまくり風俗スペシャル～超献身ご奉仕170分VIPコース～                                                                      | SSNI-447                               | S1          | Dystrybucja rozpoczęła się 4 kwietnia | [ 37 ] [ 38 ]        |
| 12                  | 7 maja          | 【※異常なる大絶頂】エロス最大覚醒!性欲が尽き果てるまで怒涛のノンストップ本気性交                                                                                      | SSNI-468                               | S1          | Dystrybucja rozpoczęła się 4 maja | [ 39 ] [ 40 ]        |
| 13                  | 7 czerwca       | 痴漢おねだり敏感制服少女 一度だけ刺激を経験したかっただけなのに感じ過ぎて何度も何度も…                                                                                | SSNI-487                               | S1          | Dystrybucja rozpoczęła się 1 czerwca | [ 41 ] [ 42 ]        |
| 14                  | 7 lipca         | 禁欲後のはしたない性交 | SSNI-509                               | S1          | Dystrybucja rozpoczęła się 4 lipca | [ 43 ] [ 44 ]        |
| 15                  | 7 sierpnia      | デビュー1周年記念作品解禁! 最初で最高の大乱交スペシャル | SSNI-533                               | S1          | Dystrybucja rozpoczęła się 3 sierpnia | [ 45 ] [ 46 ]        |
| 16                  | 19 sierpnia     | 坂道みる初ベスト S1デビュー1周年最新10タイトル8時間スペシャル | OFJE-210                               | S1          | Wydanie z okazji pierwszej rocznicy debiutu, dystrybucja rozpoczęła się 16 sierpnia                                                         | [ 47 ] [ 48 ]        |
| 17                  | 7 września      | 犯された新任女教師 恋人の目の前で生徒に犯されたわたし | SSNI-559                               | S1          | Dystrybucja rozpoczęła się 5 września | [ 49 ] [ 50 ]        |
| 18                  | 7 października  | キスキスキス全身とろける密着ディープキス性交 | SSNI-581                               | S1          | Dystrybucja rozpoczęła się 3 października                                                                                                   | [ 51 ] [ 52 ]        |
| 19                  | 19 października | FANZAアワード受賞女優が豪華共演!! 上下前後左右から同時に痴女られる360°快感MAXドリーム逆3P                                                                             | SSNI-603                               | S1          | W filmie wystąpiła również Moe Amatsuka, dystrybucja rozpoczęła się 12 października                                                         | [ 53 ] [ 54 ]        |
| 20                  | 7 listopada     | 快感潮吹き絶頂マ●コを怒涛の追撃ピストンでひたすら大量潮吹きオーガズム                                                                                                 | SSNI-608                               | S1          | Dystrybucja rozpoczęła się 2 listopada | [ 55 ] [ 56 ]        |
| 21                  | 7 grudnia       | 彼女が出張で不在の間、彼女の妹と朝から晩までひたすらハメまくった3日間の記録                                                                                           | SSNI-633                               | S1          | Dystrybucja rozpoczęła się 30 listopada | [ 57 ] [ 58 ]        |
| 22                  | 19 grudnia      | S1豪華絢爛ドリーム大共演2019 ファン感謝祭!大大大乱交!夢のハーレムソープ!超豪華3本立て伝説の270分                                                                      | SSNI-658                               | S1          | W nagraniu wzięło udział siedem aktorek m.in. Yua Mikami, Moe Amatsuka, Tsukasa Aoi, Arina Hashimoto, dystrybucja rozpoczęła się 14 grudnia | [ 59 ] [ 60 ]        |
| 2020                |                 | |                                        |             | |                      |
| 23                  | 7 stycznia      | 中から出てくる白濁汁 マン汁がメレンゲになりダラダラ溢れ出るほどの究極ピストン                                                                                         | SSNI-663                               | S1          | Dystrybucja rozpoczęła się 28 grudnia 2019                                                                                                  | [ 61 ] [ 62 ]        |
| 24                  | 7 stycznia      | 美少女4人を僕ひとりで独占！超ハーレム5Pスペシャル | SSNI-673                               | S1          | W filmie wystąpiły cztery aktorki, dystrybucja rozpoczęła się 28 grudnia 2019                                                               | [ 63 ] [ 64 ]        |
| 25                  | 7 lutego        | 華奢で真面目な彼女が巨漢先輩の馬乗りプレスで寝取られ快楽堕ち | SSNI-692                               | S1          | Dystrybucja rozpoczęła się 1 lutego | [ 65 ] [ 66 ]        |
| 26                  | 7 marca         | 坂道みるのチート級テクニックに我慢できたらご褒美セックス 絶対にSEXしたい素人20名大集合!                                                                               | SSNI-720                               | S1          | Dystrybucja rozpoczęła się 5 marca | [ 67 ] [ 68 ]        |
| 27                  | 7 kwietnia      | 軽蔑のまなざしでパンチラしてもらいたい。 | SSNI-746                               | S1          | Dystrybucja rozpoczęła się 4 kwietnia | [ 69 ] [ 70 ]        |
| 28                  | 7 maja          | 新入女子社員と絶倫上司が出張先の相部屋ホテルで…朝から晩までひたすら不倫セックスに明け暮れた一夜                                                                       | SSNI-772                               | S1          | Dystrybucja rozpoczęła się 2 maja | [ 71 ] [ 72 ]        |
| 29                  | 7 czerwca       | セックスシンドローム 極 | SSNI-795                               | S1          | Dystrybucja rozpoczęła się 6 czerwca | [ 73 ] [ 74 ]        |
| 30                  | 7 lipca         | ディープスロ～ト、大量射精、即追撃おしゃぶり。 | SSNI-818                               | S1          | Dystrybucja rozpoczęła się 4 lipca | [ 75 ] [ 76 ]        |
| 31                  | 13 lipca        | ディープスロ～ト、大量射精、即追撃おしゃぶり。 | IPX-497                                | IDEA POCKET | Dystrybucja rozpoczęła się 11 lipca | [ 77 ] [ 78 ]        |
| 32                  | 7 sierpnia      | 全方向360°ド迫力性交 上下前後左右接写フェチシズムV | SSNI-840                               | S1          | Dystrybucja rozpoczęła się 1 sierpnia | [ 79 ] [ 80 ]        |
| 33                  | 19 września     | 【屈辱】私がレ〇プで感じるだなんてありえないと思っていました | SSNI-858                               | S1          | Dystrybucja rozpoczęła się 17 września | [ 81 ] [ 82 ]        |
| 34                  | 19 września     | 坂道みる2周年メモリアルBEST 最新全12タイトル8時間スペシャル | OFJE-265                               | S1          | Wydanie z okazji drugiej rocznicy debiutu, dystrybucja rozpoczęła się 17 września                                                           | [ 83 ] [ 84 ]        |
| 35                  | 7 października  | ※台本一切無し！！ハメ撮り！すっぴん！何でもアリ！ 坂道みるのスケベ本性剥き出しSEX！！ ガチで二人きりの温泉旅行でヤリまくった生々しすぎる超レアなエロス200％動画       | SSNI-881                               | S1          | Dystrybucja rozpoczęła się 3 października                                                                                                   | [ 85 ] [ 86 ]        |
| 36                  | 19 października | 母が不在の100日間 もう私たち、お義父さんの絶倫チ●ポ無しじゃダメな身体になっちゃいました…。                                                                            | SSNI-901                               | S1          | W filmie wystąpiła również Shion Yumi, dystrybucja rozpoczęła się 17 października                                                           | [ 87 ] [ 88 ]        |
| 37                  | 7 listopada     | 大嫌いな女上司がピンサロで副業！？ めちゃくちゃシャブらせて本番OK嬢にまで格下げしてヤッた話。 立場逆転の性裁！！                                                      | SSNI-906                               | S1          | Dystrybucja rozpoczęła się 6 listopada | [ 89 ] [ 90 ]        |
| 38                  | 7 grudnia       | 【Wレズ解禁】S1専属 坂道みる×MOODYZ専属 藍芽みずき 接吻まみれの濃厚絶頂レズビアン性交                                                                                 | SSNI-931                               | S1          | W filmie wystąpiła również Mizuki Aiga, dystrybucja rozpoczęła się 6 grudnia                                                                | [ 91 ] [ 92 ]        |
| 2021                |                 | |                                        |             | |                      |
| 39                  | 7 stycznia      | 僕がデカチンだとバレたばかりに僕をディルド扱いして追撃騎乗位で何度イッても痴女ってくるクラス1の小悪魔美少女                                                           | SSNI-955                               | S1          | Dystrybucja rozpoczęła się 31 grudnia 2020                                                                                                  | [ 93 ] [ 94 ]        |
| 40                  | 7 lutego        | 小悪魔系パパ活女子 お金の為だし彼氏一番な私が、中年オヤジに愛嬌を振りまいてSEXする一部始終。                                                                          | SSNI-980                               | S1          | Dystrybucja rozpoczęła się 6 lutego | [ 95 ] [ 96 ]        |
| 41                  | 7 lutego        | ※見た目は清楚、中身はド痴女 オナニーができなくなるまで精巣空っぽにしてくれるドスケベ淫語メンズエステ                                                                  | SSIS-005                               | S1          | Dystrybucja rozpoczęła się 6 lutego | [ 97 ] [ 98 ]        |
| 42                  | 19 kwietnia     | 坂道みる 50本番 8時間 | OFJE-310                               | S1          | 8 godz. materiał zawiera 50 najlepszych występów, dystrybucja rozpoczęła się 14 kwietnia                                                    | [ 99 ] [ 100 ]       |
| Jako miru           |                 | |                                        |             | |                      |
| 43                  | 7 czerwca       | メーカー史上最長の3ヶ月間の無茶ぶり禁欲指令！ 極限まで性交に飢えたSEXの天才miruを素人宅に派遣したら台本無視の大暴走スペシャル                                         | SSIS-079                               | S1          | Dystrybucja rozpoczęła się 4 czerwca | [ 101 ] [ 102 ]      |
| 44                  | 7 lipca         | すぐそばに嫁がいるのに僕に跨りヒソヒソ密着誘惑してくるささやき淫語お姉さん                                                                                            | SSIS-106                               | S1          | Dystrybucja rozpoczęła się 2 lipca | [ 103 ] [ 104 ]      |
| 45                  | 7 sierpnia      | 同期なのに酔っ払うとキス魔になっちゃう私は嫌い？ | SSIS-133                               | S1          | Dystrybucja rozpoczęła się 30 lipca | [ 105 ] [ 106 ]      |
| 46                  | 14 września     | そばに彼女がいるのに背後からの耳元ささやき乳首責めで僕を狂わせる彼女の小悪魔お姉さん                                                                                  | SSIS-169                               | S1          | Dystrybucja rozpoczęła się 10 września | [ 107 ] [ 108 ]      |
| 47                  | 12 października | 「先生のフェラのほうが気持ち良いよ？」 彼女ができた僕に嫉妬した痴女教師が執拗即尺で何度も寝取ろうとしてくる                                                           | SSIS-200                               | S1          | Dystrybucja rozpoczęła się 8 października                                                                                                   | [ 109 ] [ 110 ]      |
| 48                  | 9 listopada     | M男クンとmiruを郊外の一軒家に完全放置 3日間1分1秒たりとも余すことなく痴女らせてみた                                                                                   | SSIS-230                               | S1          | Dystrybucja rozpoczęła się 5 listopada | [ 111 ] [ 112 ]      |
| 49                  | 14 grudnia      | ビッチになって3年ぶりに田舎に帰省した幼馴染のお姉ちゃんにニコニコ痴女られた童貞のボク                                                                                 | SSIS-260                               | S1          | Dystrybucja rozpoczęła się 12 grudnia | [ 113 ] [ 114 ]      |
| 2022                |                 | |                                        |             | |                      |
| 50                  | 11 stycznia     | 私の前でしか精子出しちゃダメ！ カノジョが僕の射精を管理すると決めてから精子の量も射精のタイミングも言われるがままになった僕                                           | SSIS-291                               | S1          | Dystrybucja rozpoczęła się 7 stycznia | [ 115 ] [ 116 ]      |
| 51                  | 8 lutego        | 担任教師に3年分の妄想・愛・性欲をぶち撒けた卒業式前夜 | SSNI-317                               | S1          | Dystrybucja rozpoczęła się 4 stycznia | [ 117 ] [ 118 ]      |
| 52                  | 8 marca         | miruに逆痴漢されたい？されたいでしょ？ | SSNI-342                               | S1          | Dystrybucja rozpoczęła się 4 marca | [ 119 ] [ 120 ]      |
| 53                  | 12 kwietnia     | 挿入から射精まで、永遠に、miruの騎乗位に明け暮れたい p.s.みんな大好き顔面騎乗位シーンも収録!!                                                                         | SSNI-369                               | S1          | Dystrybucja rozpoczęła się 8 kwietnia | [ 121 ] [ 122 ]      |
| 54                  | 10 maja         | もしも目の前の風俗嬢が超人気AV女優だったらヤる？ヤらない？？ | SSNI-395                               | S1          | Dystrybucja rozpoczęła się 8 maja | [ 123 ] [ 124 ]      |
| 55                  | 27 maja         | AV最高峰-S級GIRLS GROUP エスワンキャンペーン | WICP-005                               | S1          | Występuje 27 aktorek | [ 125 ]              |
| 56                  | 14 czerwca      | 滴る体液の一粒一粒が鮮明に…汗×潮×涎 4K撮影ズブ濡れ絶頂エロス | SSIS-423                               | S1          | Dystrybucja rozpoczęła się 10 czerwca | [ 126 ] [ 127 ]      |
| 57                  | 12 lipca        | 10年間ずっと片想いしていたクラスメイトを同窓会の今日キメセクで堕としてみせる                                                                                          | SSIS-452                               | S1          | Dystrybucja rozpoczęła się 8 lipca | [ 128 ] [ 129 ]      |
| 58                  | 9 sierpnia      | アナタの五感を刺激するmiruのシコシコサポートラグジュアリー 脳をエロスで満たす5つの完全主観、ASMR耳元淫語勃起シチュエーション                                          | SSIS-452                               | S1          | Dystrybucja rozpoczęła się 5 sierpnia | [ 130 ] [ 131 ]      |
| 59                  | 23 sierpnia     | miru S1初ベスト 絶頂から痴女まで何でも高水準のSEXの天才 全12タイトル12時間                                                                                            | OFJE-374                               | S1          | Wydanie zawiera wszystkie 12 filmów, od zmiany pseudonimu, dystrybucja rozpoczęła się 19 sierpnia                                           | [ 132 ] [ 133 ]      |
| 60                  | 13 września     | 10発射精しても、朝を迎えても、miruにひたすら犯●れたい… | SSIS-513                               | S1          | Dystrybucja rozpoczęła się 9 września | [ 134 ] [ 135 ]      |
| 61                  | 11 października | シン・交わる体液、濃密セックス 完全ノーカット5本番 | SSIS-545                               | S1          | Dystrybucja rozpoczęła się 7 października                                                                                                   | [ 136 ] [ 137 ]      |
| 62                  | 8 listopada     | 今日も後輩にロングスカートの中でこっそり密着騎乗位され平然と浮気してしまう最低なボク。                                                                                | SSIS-573                               | S1          | Dystrybucja rozpoczęła się 4 listopada | [ 138 ] [ 139 ]      |
| 2023                |                 | |                                        |             | |                      |
| 63                  | 14 lutego       | 徹底焦らしとお漏らし射精で賢者タイム一切無し！無限に射精できるルーインドオーガズムエステ                                                                              | SSIS-617                               | S1          | Dystrybucja rozpoczęła się 10 lutego | [ 140 ] [ 141 ]      |
| 64                  | 14 marca        | 【女優ガチ在宅中に突撃チ●ポ派遣！】リビング ・キッチン・寝室、場所も決めずハメまくり予定調和なしで潮吹きまくる miruのエロを全開放した完全プライベート大量お漏らし性交 | SSIS-655                               | S1          | Dystrybucja rozpoczęła się 10 marca | [ 142 ] [ 143 ]      |
| 65                  | 11 kwietnia     | 「私の言うこと何でも聞いたらご褒美にすんごいフェラチオしてあげてもいいよ？」 性格苦手な同級生（ピンサロ嬢）のいいなりに僕がなった理由                                 | SSIS-666                               | S1          | Dystrybucja rozpoczęła się 7 kwietnia | [ 144 ] [ 145 ]      |
| 66                  | 9 maja          | 腰使いと舌使いがエグい変態ナースからグリグリ騎乗位と口封じ濃密キスでこっそり激しく痴女られる！                                                                        | SSIS-701                               | S1          | Dystrybucja rozpoczęła się 5 maja | [ 146 ] [ 147 ]      |
| 67                  | 1 czerwca       | エスワンキャンペーン2023スペシャルDVD | WICP-009                               | S1          | Występuje 30 ekskluzywnych aktorek z S1 | [ 148 ]              |
| 68                  | 13 czerwca      | 「夫を愛しているのに…」一夜だけ元カレの相性抜群ペニスで性欲オバケになった欲求不満妻                                                                                   | SSIS-740                               | S1          | Dystrybucja rozpoczęła się 6 czerwca | [ 149 ] [ 150 ]      |
| 69                  | 11 lipca        | SEXの天才が魅せる新たな公式 miru×正確無比なカリ責め騎乗位×マ●コより締まる追い討ちフェラチオ 人類史上一番シコいプッシー・トゥ・マウス性交                              | SSIS-782                               | S1          | Dystrybucja rozpoczęła się 7 lipca | [ 151 ] [ 152 ]      |
| 70                  | 25 lipca        | スーパースター女優と大乱交 激レア共演S1ファン感謝祭 | SSIS-816                               | S1          | Występuje także Yua Mikami, Tsukasa Aoi, UNPAI, Kano Yura, Koyoi Konan, Ria Yamate, Ai Hongo, dystrybucja rozpoczęła się 21 lipca           | [ 153 ] [ 154 ]      |
| 71                  | 8 sierpnia      | ボクは直立不動で壁とお尻に挟み撃ちされ情けなくイキ果てる！ | SSIS-823                               | S1          | Dystrybucja rozpoczęła się 4 sierpnia | [ 155 ] [ 156 ]      |
| 72                  | 12 września     | 【主観潮吹き×ASMR×JOI】痴女お姉さんの33発ぶっかけ潮でビチャしこオナニーサポート                                                                                       | SSIS-856                               | S1          | Dystrybucja rozpoczęła się 8 września | [ 157 ] [ 158 ]      |
| 73                  | 10 października | 僕の初めては…性に飢え切った伝説の風俗嬢 彼女に憑依し舌も耳も乳首も竿も玉もアナルも手足まで全性感帯を貪り尽くされる絶倫種搾り12発                                      | SSIS-895                               | S1          | Dystrybucja rozpoczęła się 6 października                                                                                                   | [ 159 ] [ 160 ]      |
| 74                  | 14 listopada    | miru,遂に壊れる。宙に浮くほどイキ飛び跳ねるエビ反り媚薬漬けノンストップ性交                                                                                           | SSIS-932                               | S1          | Dystrybucja rozpoczęła się 10 listopada | [ 161 ] [ 162 ]      |
| 75                  | 12 grudnia      | 親の再婚で出来た妹は生意気だけどエッチ大好きギャルで毎日ヌカれてます。                                                                                                | SSIS-938                               | S1          | Dystrybucja rozpoczęła się 8 grudnia | [ 163 ] [ 164 ]      |
| 2024                |                 | |                                        |             | |                      |
| 76                  | 9 stycznia      | 「私のフェラチオで射精なかったらおま●こ、挿れていいよ」絶対にSEXしたい素人15人vs天才フェラ少女miru                                                                    | SONE-010                               | S1          | Dystrybucja rozpoczęła się 5 stycznia | [ 165 ] [ 166 ]      |
| 77                  | 13 lutego       | 美人で優しい女担任を男子全員が観光地ウラで×××するおま●こ修学旅行 | SONE-052                               | S1          | Dystrybucja rozpoczęła się 9 lutego | [ 167 ] [ 168 ]      |
| 78                  | 12 marca        | 寝たふりをしたままあなたの弟に何度も挿れられてること、あなたは知らないでしょう？                                                                                      | SONE-101                               | S1          | Dystrybucja rozpoczęła się 8 marca | [ 169 ] [ 170 ]      |
| 79                  | 9 kwietnia      | 生々しい個人撮影AVをネットで拾ったら愛するボクの婚約者でした。 | SONE-136                               | S1          | Dystrybucja rozpoczęła się 5 kwietnia | [ 171 ] [ 172 ]      |
| 80                  | 23 kwietnia     | 日本一エロい女 miru5年間のSEX、全155本番16時間 | OFJE-561                               | S1          | Pięć lat historii i opowieść o 155 produkcjach, dystrybucja rozpoczęła się 19 kwietnia                                                      | [ 173 ] [ 174 ]      |
| 81                  | 14 maja         | ミルチオの愛人 この美貌でいきなり淫乱スイッチ入り、男を喜ばせたくて常に喉奥ディープスロートしてくる絶倫性欲者miruと一晩中フェラチオ不倫性交。                         | SONE-178                               | S1          | Dystrybucja rozpoczęła się 10 maja | [ 175 ] [ 176 ]      |
| 82                  | 11 czerwca      | 「結婚指輪を見ると濡れちゃうの」既婚者チ●ポほしがる略奪OLが馬乗る！腰うねる！寝取る！スーパーチート騎乗位                                                             | SONE-068                               | S1          | Dystrybucja rozpoczęła się 7 czerwca | [ 177 ] [ 178 ]      |
| 84                  | 9 lipca         | 空を舞うほどのビックン絶頂！スレンダーOLの肉体が媚薬オイル漬けにされ巨根ブッ挿されるキメセク痙攣マッサージ                                                            | SONE-246                               | S1          | Dystrybucja rozpoczęła się 5 lipca | [ 179 ] [ 180 ]      |
| 85                  | 13 sierpnia     | キレイ系“女上司”とカワイイ系“女部下”との社内2股がバレて…嫉妬に狂い僕のチ●ポを奪い合うSEXスキル抜群な彼女達に一晩中抜かれまくった僕                                    | SONE-288                               | S1          | Wspólnie z Tsukasą Aoi, dystrybucja rozpoczęła się 9 sierpnia                                                                               | [ 181 ] [ 182 ]      |
| 86                  | 10 września     | 漏らしても、もがいても、叫んでも、ひたすらイカされまくった身動き取れない拘束美女！！固定イキ198回！拘束痙攣8000回！開脚イキ潮2800CC！                                 | SONE-338                               | S1          | Dystrybucja rozpoczęła się 6 września | [ 183 ] [ 184 ]      |
| 87                  | 8 października  | 【遅漏/勃ちが悪い/中折れ/etc】イキづらい素人男子たちをミラクルち●ぽ責めで暴発＆連続射精させちゃうゴッドハンド出張エステティシャン                                     | SONE-383                               | S1          | Dystrybucja rozpoczęła się 4 października                                                                                                   | [ 185 ] [ 186 ]      |
| 88                  | 12 listopada    | 潮吹き女王miruが女のイカせ方と潮吹きを主観映像で分かりやすく教えてくれるHow to SEX                                                                                    | SONE-434                               | S1          | Dystrybucja rozpoczęła się 8 listopada | [ 187 ] [ 188 ]      |
| 89                  | 10 grudnia      | 「彼女がフェラしてくれない…」と、女友達に相談した瞬間、ち●ぽトロける喉奥グポグポ即尺でねっとりシャブられ寝取られた僕。                                                | SONE-477                               | S1          | Dystrybucja rozpoczęła się 6 grudnia | [ 189 ] [ 190 ]      |
| 90                  | 10 grudnia      | S1 PRECIOUS GIRLS 2024 オールスター24名大集合ハーレムアイランドSpecial                                                                                                | SONE-560                               | S1          | Wydanie specjalne z okazji 20. rocznicy S1, w filmie wystąpiły 24 aktorki, dystrybucja rozpoczęła się 6 grudnia                             | [ 191 ] [ 192 ]      |
| 2025                |                 | |                                        |             | |                      |
| 91                  | 14 stycznia     | 胸元チラリ 表情はトロットロ 毎朝ゴミ捨て場で目が合う朝帰りホロ酔いお姉さん                                                                                            | SONE-523                               | S1          | Dystrybucja rozpoczęła się 10 stycznia | [ 193 ] [ 194 ]      |

### Filmy dla dorosłychVR
| #                   | Data            | Tytuł | Kod wideo | Producent | Uwagi                                  | Przy.   |
| Jako Miru Sakamichi |                 | |           |           |                                        |         |
| 2019                |                 | |           |           |                                        |         |
| 1                   | 22 lutego       | 坂道みるが至近距離で潮吹き!腰振り!連続オーガズム!一緒にイッてイッてイキまくる超密着VR                                                            | SIVR-040  | S1        | Pierwszy film VR z jej udziałem        | [ 195 ] |
| 2                   | 18 października | 顔面舐めまわし!よだれ垂れ流しフェラ!お漏らし潮全身リップお掃除!おしゃぶり大好きド淫乱メイド                                                      | SIVR-053  | S1        |                                        | [ 196 ] |
| 2020                |                 | |           |           |                                        |         |
| 3                   | 10 stycznia     | おま●こ、くぱぁ。VR | SIVR-063  | S1        |                                        | [ 197 ] |
| 4                   | 31 stycznia     | 常にパンチラ＆ガン見×両耳ささやきポジションで痴女られる制服美少女トライアングルフォーメーションVR                                                | SIVR-066  | S1        |                                        | [ 198 ] |
| 5                   | 3 kwietnia      | 坂道みるに常に見下し視線で連続6射精されちゃう怒涛の淫語・ベロキス・顔面舐め回し絶倫痴女VR                                                        | SIVR-074  | S1        |                                        | [ 199 ] |
| 6                   | 15 maja         | 合宿先で雑魚寝部屋に潜り込んできた女子マネージャーと布団の中でこっそり密着スローピストンに没頭したボク。                                         | SIVR-080  | S1        |                                        | [ 200 ] |
| 7                   | 13 listopada    | 坂道みるを完全独占！人気AV女優が僕だけに見せる素顔＆恥じらい潮 最高の密着距離でひたすらSEXに没頭する究極同棲VR                                   | SIVR-098  | S1        |                                        | [ 201 ] |
| 2021                |                 | |           |           |                                        |         |
| 8                   | 9 lutego        | 全コーナー完全ノーカット 【新基軸】交わる体液、濃密セックスVR                                                                                    | SIVR-112  | S1        |                                        | [ 202 ] |
| Jako miru           |                 | |           |           |                                        |         |
| 2022                |                 | |           |           |                                        |         |
| 9                   | 4 lutego        | miru×天井特化×ナース 天使の微笑×悪魔の杭打ち全力イクイク搾精バキュームストローク騎乗位                                                           | SIVR-184  | S1        | Pierwszy film VR pod nowym pseudonimem | [ 203 ] |
| 10                  | 1 marca         | THE ONE TAKE VR miru／乳首責め×筆おろし×ガン責め騎乗位                                                                                           | SIVR-193  | S1        |                                        | [ 204 ] |
| 11                  | 11 kwietnia     | 故障で動かない灼熱エレベーター内で汗だくのmiruに痴女られ何度も射精させられた僕。                                                                 | SIVR-202  | S1        |                                        | [ 205 ] |
| 12                  | 15 czerwca      | 相部屋ほろ酔い逆NTR 酔うとキス魔になる可愛い新入社員に痴女られて狂ったようにハメまくった出張先の夜                                               | SIVR-214  | S1        |                                        | [ 206 ] |
| 13                  | 27 sierpnia     | 俺のチ●ポでS1女優をイキ狂わせたい SEXの天才miruをイカせまくり！潮吹かせまくり！怒涛の追撃ピストンVR                                              | SIVR-225  | S1        |                                        | [ 207 ] |
| 14                  | 23 października | 「絶対に妹に言わないでね！？」 彼女のお姉さんは僕の大好きなAV女優miru！？口止め代わりの神騎乗位で人生最高の受け身射精をさせてもらった僕          | SIVR-236  | S1        |                                        | [ 208 ] |
| 2023                |                 | |           |           |                                        |         |
| 15                  | 25 kwietnia     | 編集一切ナシ！完全ノーカット！主観（手持ち）も客観（置きカメ）も堪能できるシン・ハメ撮りVR                                                       | SIVR-259  | S1        |                                        | [ 209 ] |
| 16                  | 6 października  | フェラして、射精して、お掃除フェラして、また射精して… 絶対イカせる超絶おしゃぶりテクで嫉妬狂いの先輩痴女OLに寝取られたボク。                     | SIVR-288  | S1        |                                        | [ 210 ] |
| 2024                |                 | |           |           |                                        |         |
| 17                  | 1 lutego        | 「終電なくなっちゃったね…」はGOサイン！？しごできmiru先輩のおうちで朝を迎えるまで励まし褒めちぎりながらデキる男にしてくれる最高のアゲマンSEX体験 | SIVR-317  | S1        |                                        | [ 211 ] |
| 18                  | 1 maja          | 授業中の誰もこない保健室で色気ムンムンmiru先生と乳首開発されながら射精我慢授業                                                                   | SIVR-338  | S1        |                                        | [ 212 ] |

### Inne
| #                   | Data           | Tytuł                      | Kod wideo | Producent  | Uwagi                                        | Przy.   |
| Jako Miru Sakamichi |                |                            |           |            |                                              |         |
| 2018                |                |                            |           |            |                                              |         |
| 1                   | 25 czerwca     | Debut 坂道みる             | OQT-262   | Aircontrol | Obraz wideo                                  | [ 213 ] |
| 2019                |                |                            |           |            |                                              |         |
| 2                   | 23 maja        | Miru Look at me!!          | REBD-386  | REbecca    | Obraz wideo, tytuł dostępny na DVD i Blu-ray | [ 214 ] |
| 2020                |                |                            |           |            |                                              |         |
| 3                   | 7 maja         | Miru 2 乙女南国虹色模様    | REBD-460  | REbecca    | Obraz wideo, tytuł dostępny na DVD i Blu-ray | [ 215 ] |
| 4                   | 3 grudnia      | Miru3 twinkle mermaid      | REBD-386  | REbecca    | Obraz wideo, tytuł dostępny na DVD i Blu-ray | [ 216 ] |
| Jako miru           |                |                            |           |            |                                              |         |
| 2021                |                |                            |           |            |                                              |         |
| 5                   | 22 lipca       | Miru 新しい私が待ってる    | REBD-571  | REbecca    | Obraz wideo, tytuł dostępny na DVD i Blu-ray | [ 217 ] |
| 2022                |                |                            |           |            |                                              |         |
| 6                   | 6 stycznia     | Miru2 miracle rush！！     | REBD-615  | REbecca    | Obraz wideo, tytuł dostępny na DVD i Blu-ray | [ 218 ] |
| 7                   | 17 listopada   | Miru3 楽園からの贈り物     | REBD-698  | REbecca    | Obraz wideo, tytuł dostępny na DVD i Blu-ray | [ 219 ] |
| 2023                |                |                            |           |            |                                              |         |
| 8                   | 15 czerwca     | Miru4 みる散歩 ～北国編～  | REBD-752  | REbecca    | Obraz wideo, tytuł dostępny na DVD i Blu-ray | [ 220 ] |
| 9                   | 5 października | Miru5 みる散歩 ～南国編～  | REBD-781  | REbecca    | Obraz wideo, tytuł dostępny na DVD i Blu-ray | [ 221 ] |
| 2024                |                |                            |           |            |                                              |         |
| 10                  | 21 listopada   | Miru6 Thanks to the island | REBD-888  | REbecca    | Obraz wideo, tytuł dostępny na DVD i Blu-ray | [ 222 ] |